# Sabrina Mulrain
Sabrina Mulrain (Moers, 10 juni 1978) is een atleet uit Duitsland.
In 1997 won ze de gouden medaille op de Europese Jeugdkampioenschappen op de 200 meter.
Op de Olympische Zomerspelen van Sydney in 2000 nam ze deel aan de 200 meter en de 4x100 meter estafette.
Na een blessure aan haar achillespees in 2001 en een lange tijd van revalidatie stopte Mulrain met atletiek, en werd ze lerares op een gymnasium.
- World Athletics: 14278969